# Amir Machmud

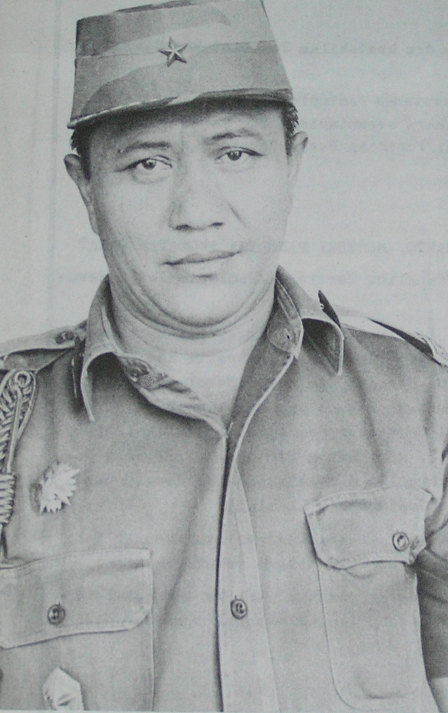
General Amir Machmud (1975)

Amir Machmud (* 21. Februar 1923 in Cimahi, Jawa Barat; † 21. April 1995 ebenda) war ein indonesischer General (Jenderal) des Heeres (Angkatan Darat) der Streitkräfte Indonesiens TNI (Tentara Nasional Indonesia) und Politiker der Partei funktioneller Gruppen Golkar (Partai Golongan Karya), der unter anderem zwischen 1969 und 1982 Innenminister und danach von 1982 bis 1987 Vorsitzender des Repräsentantenhauses DPR (Dewan Perwakilan Rakyat) sowie der Beratenden Volksversammlung MPR (Majelis Permusyawaratan Rakyat) war.

## Leben
Nach der Unabhängigkeit Indonesiens am 17. August 1945 trat Amir Machmud in die Volkssicherheitsarmee TKR (Tentara Keamanan Rakyat) sowie anschließend in die Streitkräfte Indonesiens ABRI (Angkatan Bersenjata Republik Indonesia) ein und fand danach zahlreiche Verwendungen als Offizier und Stabsoffizier im Heer (Angkatan Darat). Er war Kommandeur des Bataillons in Tasikmalaya sowie Chef des Stabes des Regiments in Bogor und daraufhin Chef des Stabes des regionalen Militärkommandos Kodam VI in Jawa Barat. Er war zwischen 1958 und 1960 Offizier im Generalstab des Heeres und im Anschluss 1960 Absolvent des Stabs- und Kommandoschule des Heeres SEKOAD (Sekolah Staf dan Komando Angkatan Darat), wo er General Suharto traf. Nach Abschluss seiner Ausbildung wurde er stellvertretender Chef des Stabes des Strategischen Armee Reserve Korps CADUAD (Cadangan Umum Angkatan Darat) und 1962 bei der Besetzung Westneuguineas Operationsstabsoffizier der dabei eingesetzten Einheiten. 
Am 28. November 1962 löste Brigadegeneral (Brigadir Jenderal) Amir Machmud Oberst M. Jusi als Kommandeur des Regionalen Militärkommandos Kodam X in Kalimantan Selatan und verblieb in dieser Funktion bis zu seiner Ablösung durch Oberst Sutopo Juwono am 15. November 1965 ab. In diese Zeit fiel der Putschversuch der Bewegung 30. September (Gerakan September Tiga Puluh), der die Massaker in Indonesien 1965–1966 auslöste. Er selbst wurde daraufhin Nachfolger von Brigadegeneral Umar Wirahadikusumah Kommandeur des Regionalen Militärkommandos Kodam V in Jakarta und verblieb in dieser Verwendung bis zu seiner Ablösung durch Brigadegeneral Makmun Murod 1969. In dieser Funktion war er maßgeblich an der Umsetzung des Supersemar-Dekrets (Surat Perintah Sebelas Maret) vom 11. März 1966 von Staatspräsident Sukarno beteiligt, das Generalleutnant Suharto die Ermächtigung gab, alle Maßnahmen zu ergreifen, um nach dem gescheiterten Putschversuch vom 30. September 1965 für Ordnung zu sorgen. 
Nach dem Tod von Generalmajor Basuki Rahmat am 8. Januar 1969 wurde Amir Machmud dessen Nachfolger als Innenminister (Menteri Dalam Negeri) in der ersten Präsidialregierung Suhartos (Pembangunan I) und bekleidete dieses Ministeramt auch in der zweiten (Pembangunan II) und dritten Präsidialregierung Suharatos (Pembangunan III) bis zum 1. Oktober 1982 und wurde dann von Soepardjo Roestam abgelöst. Als Innenminister war er enger Berater Präsident Suhartos und trug aufgrund seines harten Stils den Spitznamen „Bulldozer“. Er war in dieser Funktion am 29. November 1971 maßgeblich an der Gründung der Organisation des öffentlichen Dienstes KOPRI (Korps Pegawai Republik Indonesia) beteiligt.
Am 1. Oktober 1982 wurde Amir Machmud Nachfolger von Daryatmo als Vorsitzender des Repräsentantenhauses DPR (Dewan Perwakilan Rakyat) sowie der Beratenden Volksversammlung MPR (Majelis Permusyawaratan Rakyat) und übte diese Ämter bis zu seiner Ablösung durch Kharis Suhud im Oktober 1987 aus.